# Sphenoraia haizhuensis
Sphenoraia haizhuensis (лат.) — вид жуков-листоедов рода Sphenoraia из подсемейства Козявки (Hylaspini, Galerucinae).

## Распространение
Встречается в Китае (Гуандун).

## Описание
Мелкие жуки-листоеды. Самец: длина 6,2—6,4 мм, ширина 4,0—4,2 мм. Голова, переднеспинка, надкрылья и ноги жёлтые, усики и вентральная поверхность тела желтовато-коричневые, щитик коричневый; переднеспинка с чёрным пятном на каждой стороне; каждое надкрылье с семью чёрными пятнами, базальная, средняя и субверхняя группы с одной парой пятен и вершина с одним пятном. Вид был впервые описан в 2021 году.